# Озерне (Ізмаїльський район)
Озерне́ — село Саф'янівської сільської громади в Ізмаїльському районі Одеської області України. Населення — 5 370 осіб.

## Історія
Село засноване у 1808 році болгарами-переселенцями та молдаванами. У часи румуно-боярської окупації в селі діяла підпільна група.
Село за свою історію декілька раз змінювало свою назву. Так, у 1920-х роках називалося Генерал Авереску (рум. General Al. Averescu), до 1947 року — Бабель (рум. Babele). Рішення про перейменування в Озерне було закріплено Указом Президії Верховної Ради УРСР від 14 листопада 1945 року.
12 червня 2020 року, відповідно до Розпорядження Кабінету Міністрів України від № 724-р «Про визначення адміністративних центрів та затвердження територій територіальних громад Одеської області», увійшло до складу Саф'янівської сільської територіальної громади.
19 липня 2020 року, в результаті адміністративно-територіальної реформи і ліквідації Ізмаїльського (1940  – 2020) району, село увійшло до складу новоутвореного Ізмаїльського району.

## Населення
Згідно з переписом 1989 року населення села становило 5057 осіб, з яких 2461 чоловік та 2596 жінок.
За переписом населення 2001 року в селі мешкала 5361 особа.

### Мова
Розподіл населення за рідною мовою за даними перепису 2001 року:
| Мова       | Відсоток |
| ---------- | -------- |
| румунська  | 93,18 %  |
| російська  | 1,3 %    |
| циганська  | 1,28 %   |
| українська | 0,76 %   |
| болгарська | 0,54 %   |
| гагаузька  | 0,2 %    |
| білоруська | 0,04 %   |
| вірменська | 0,02 %   |

## Освіта, культура та спорт
На території села міститься колгосп ім. Ілліча зерно-молочного напряму, у володінні якого 6637 га землі, у т. ч. 5152 га орної, 371 га виноградників.
В Озерному є восьмирічна та середня школа сільської молоді, дві бібліотеки, Будинок культури на 380 місць, танцювальний колектив якого у 1964 та 1965 роках на республіканському та всесоюзному оглядах художньої самодіяльності нагороджений почесними грамотами, дипломами обласного управління культури та Міністерства культури УРСР. Функціонує лікарня. Працюють побутові майстерні.
За роки семирічки в селі збудовано 149 житлових будинків. Тільки в 1967 році було висаджено понад 10 тис. фруктових та декоративних дерев. В центрі села розбито парк.
В околицях села знайдено поселення гумельницької культури (IV—III століття до н. е.), епохи пізньої бронзи (кінець II — початок I століття до н. е.) та перших століть нашої ери.
У 1973 році у села відбулися зйомки історичної драми «Гнів» режисерів Миколи Гібу та Леоніда (Леонтія) Проскурова. Художній фільм про Татарбунарське повстання, яке сталося у вересні 1924 року, знімати у Татарбунарах було неможливо — від села зразка 1924 року нічого не збереглося — воно було знищено артилерією та спалено, а згодом на його місці побудовано нове сучасне село. Тому художник-постановник Микола Апостоліді, на основі збережених малюнків, фотографій та спогадів виживщих селян зробив ескізи для зйомок. Бутафорські «Татарбунари» у 70 хат й були зведені біля села Озерне.

## Відомі уродженці

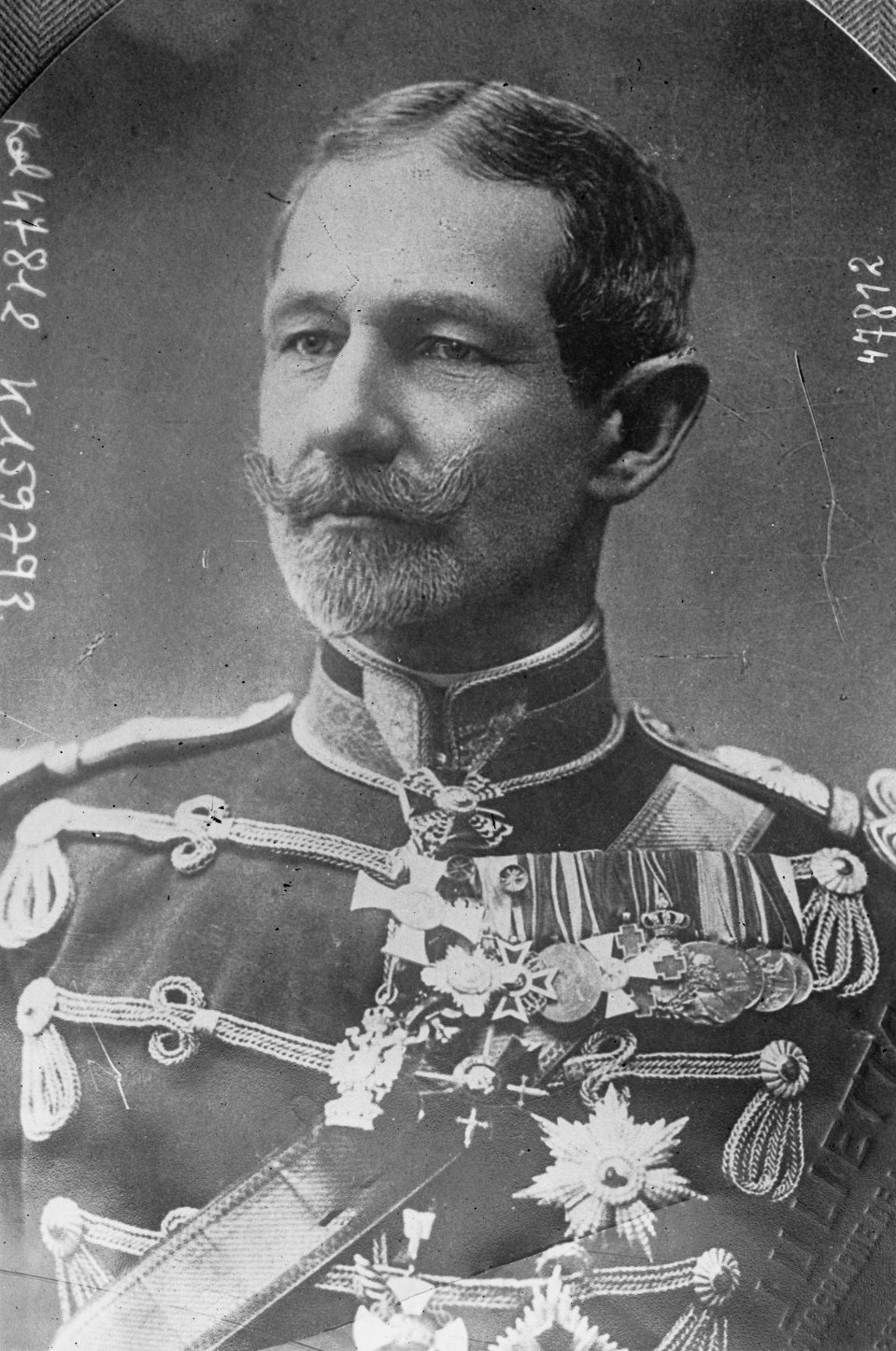
Александру Авереску, маршал Румунії

- Авереску Александру (рум. Alexandru Averescu; нар. 9 квітня 1859 — пом. 2 жовтня 1938) — румунський державний та політичний діяч, маршал Румунії (від 1934). У міжвоєнний період село носило його ім’я.
- Гібу Микола — (нар. 19 листопада 1936) — кінодраматург та режисер.[10][11]
- Тоарка Петру — (рум. Petru Toarcă; нар. 4 жовтня 1975) — український та румунський борець вільного стилю, бронзовий призер чемпіонату Європи, чемпіон світу серед військовослужбовців, учасник Олімпійських ігор. Майстер спорту міжнародного класу з вільної боротьби.